# Stemonyphantes montanus
Stemonyphantes montanus är en spindelart som beskrevs av Jörg Wunderlich 1978. Stemonyphantes montanus ingår i släktet Stemonyphantes och familjen täckvävarspindlar.
Artens utbredningsområde är Turkiet. Inga underarter finns listade i Catalogue of Life.